# Anabas testudineus
Espèce
Synonymes
- Sparus testudineus (Bloch, 1792)[2]

Statut de conservation UICN

 LC  : Préoccupation mineure
Anabas testudineus, communément appelé la Perche grimpeuse, ou en Thaïlande Pla mo (thaï : ปลาหมอ), est une espèce de poissons d'eau douce adaptée aux milieux aquatiques pauvres en oxygène de la famille des Anabantidae.

## Systématique
L'espèce Anabas testudineus a été initialement décrite en 1792 par Marcus Élieser Bloch sous le protonyme d’Anthias testudineus.

## Distribution
La perche grimpeuse se rencontre en Inde et en Asie du Sud-Est, en particulier dans les fleuves Mékong et Chao Phraya.

## Habitat
Cette espèce vit dans les lacs et les mares d'eau stagnante pauvre en oxygène (comme le célèbre Poisson combattant qui vit dans l'eau des rizières).

## Description
Cette perche mesure jusqu'à 25 cm de longueur et pèse jusqu'à 150 g. Sa teinte générale est grise, olive ou brune. Ses nageoires dorsales et anales sont courtes avec de solides épines. 
Ce poisson d'eau douce respire l'air atmosphérique à la surface de l'eau. Il peut se hisser dans l'herbe et grimper sur la rive pour rejoindre un autre plan d'eau en utilisant ses épines rigides situées près de ses branchies et ses pectorales. Il peut survivre au sec sur la terre ferme pendant 6 heures, et jusqu'à plusieurs jours dans les flaques ou la boue humide. Il peut traverser une saison sèche en s'enfouissant dans la vase. Il est également capable de survivre dans l'eau salée,,,.

## Relation avec l'Homme
Ce poisson est apprécié des aquariophiles. C'est un des premiers poissons importés pour l'aquariophilie : très résistant, il supporte les longues traversées en bateau et, déjà en 1870, des spécimens étaient exposés au zoo de Londres. 
Sa chair est également appréciée en cuisine.

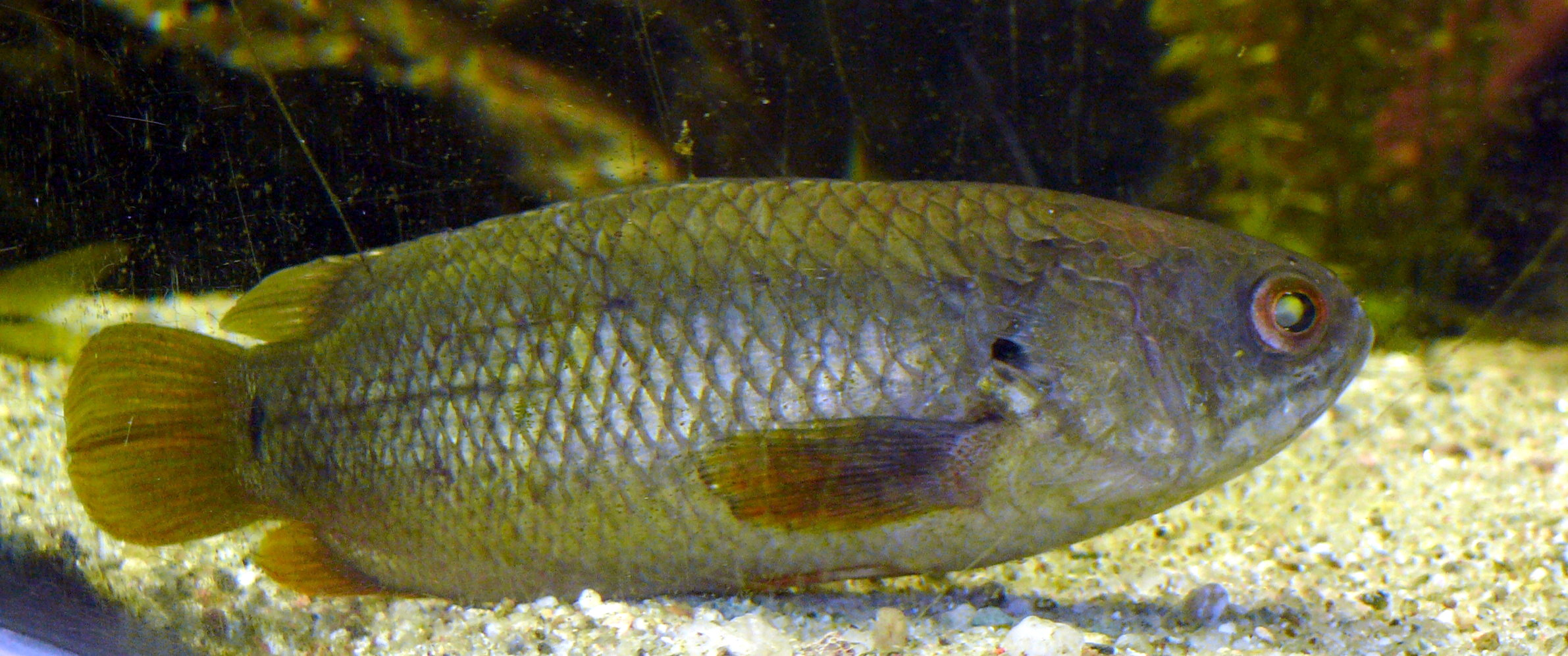
Perche grimpeuse dans un aquarium
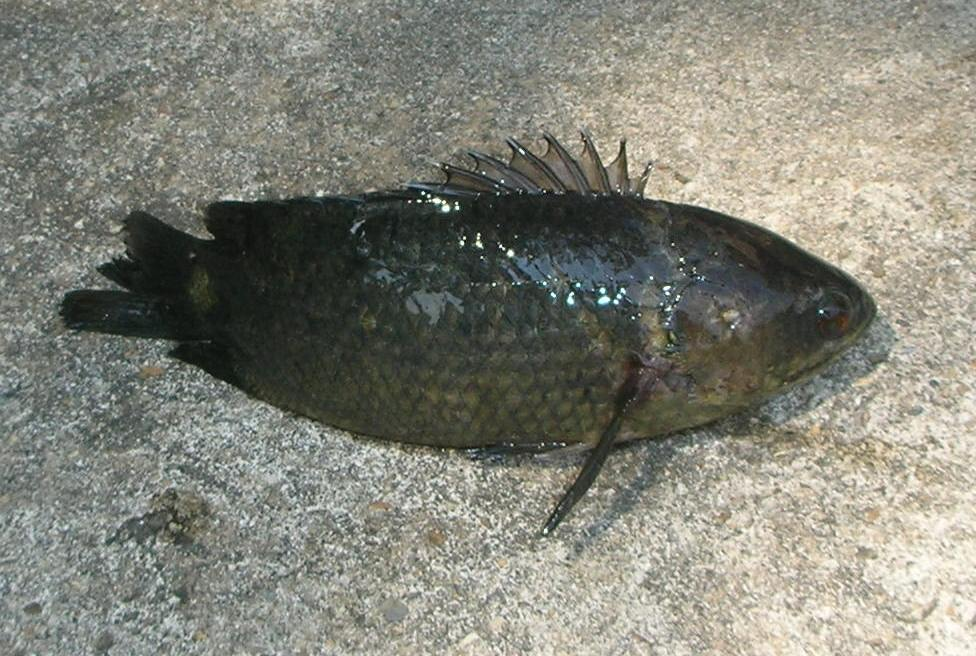
Vendue au marché dans la province de Ratchaburi, Thaïlande.
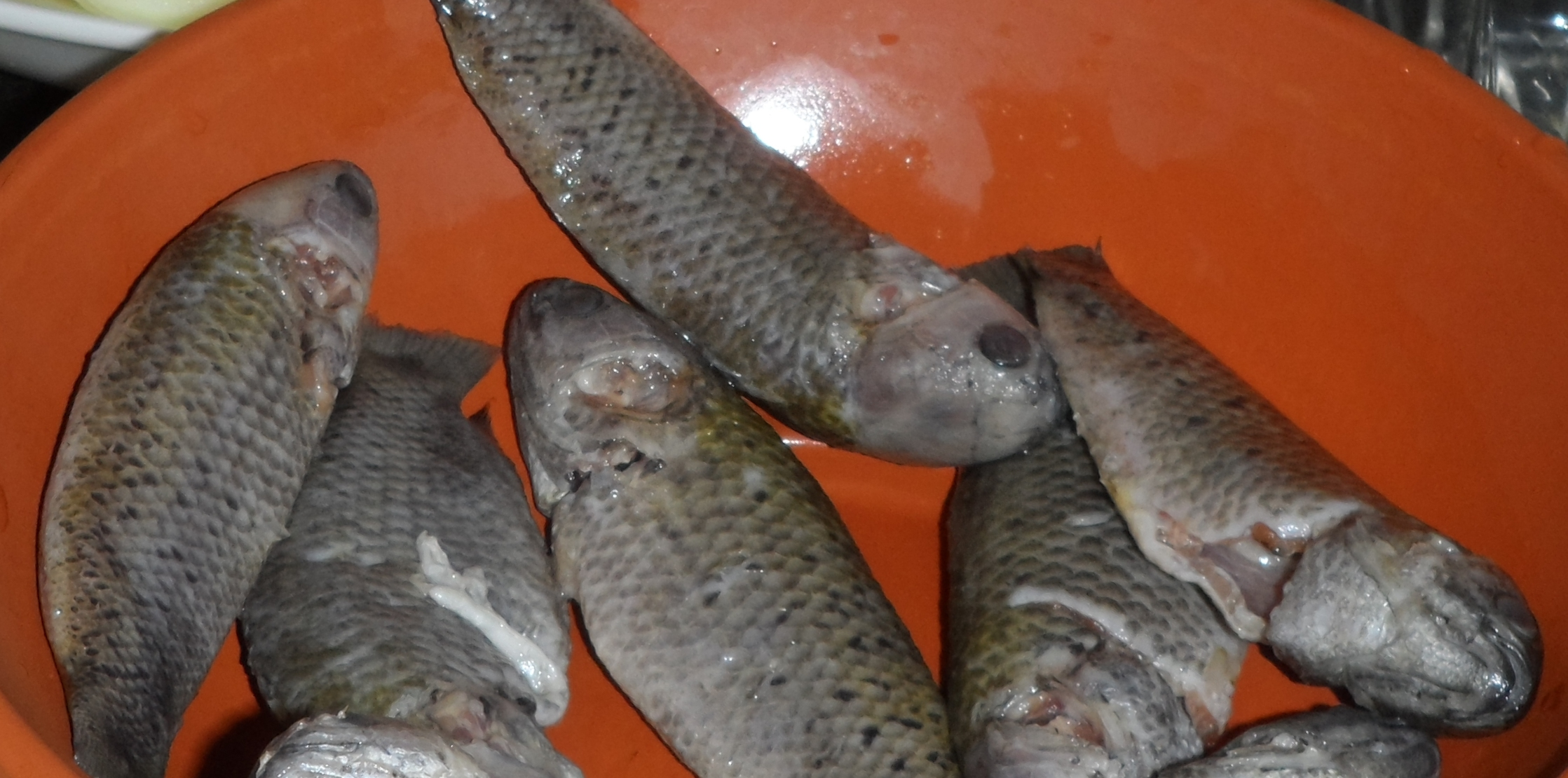
Écaillées et vidées.
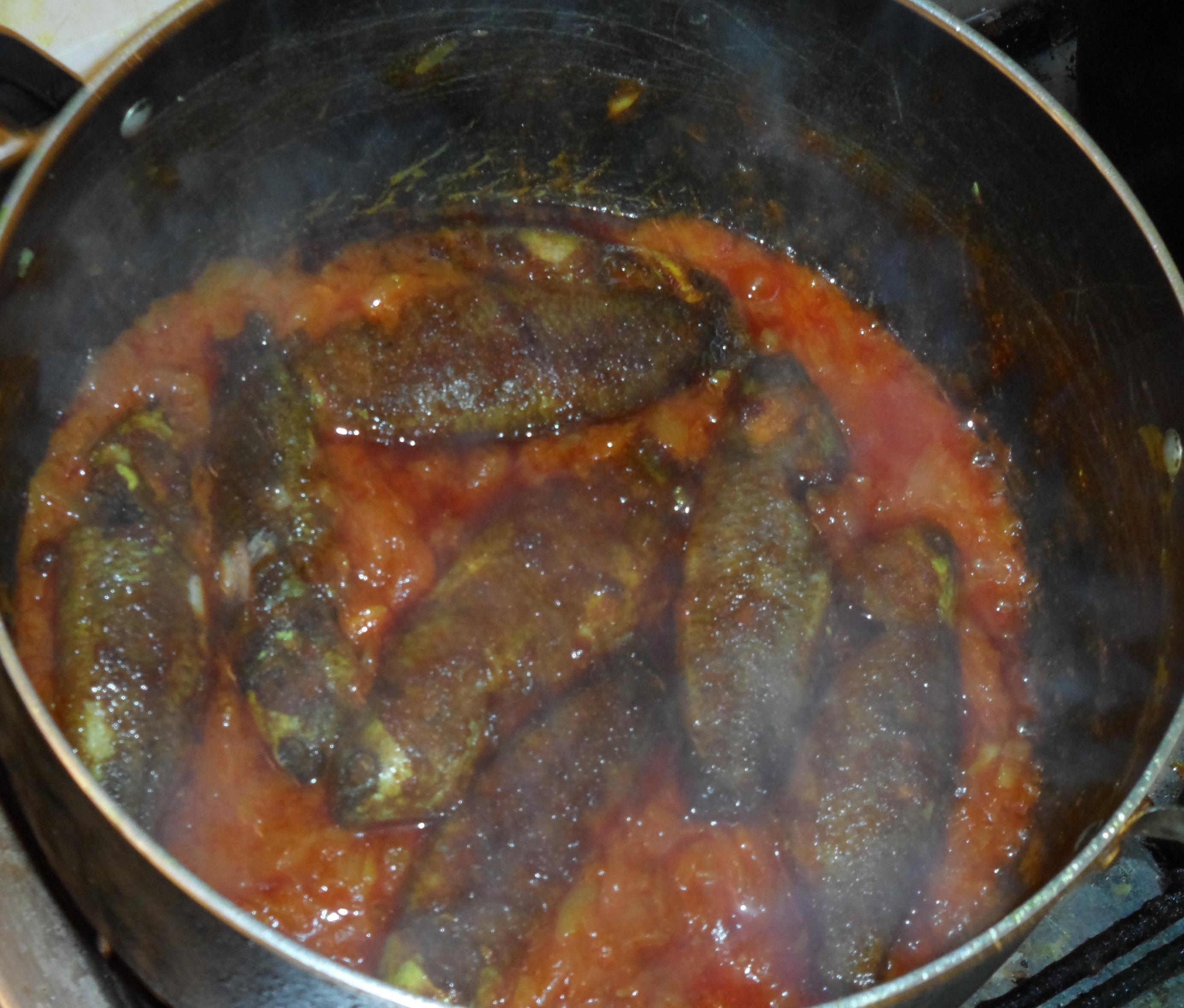
Cuisinées.
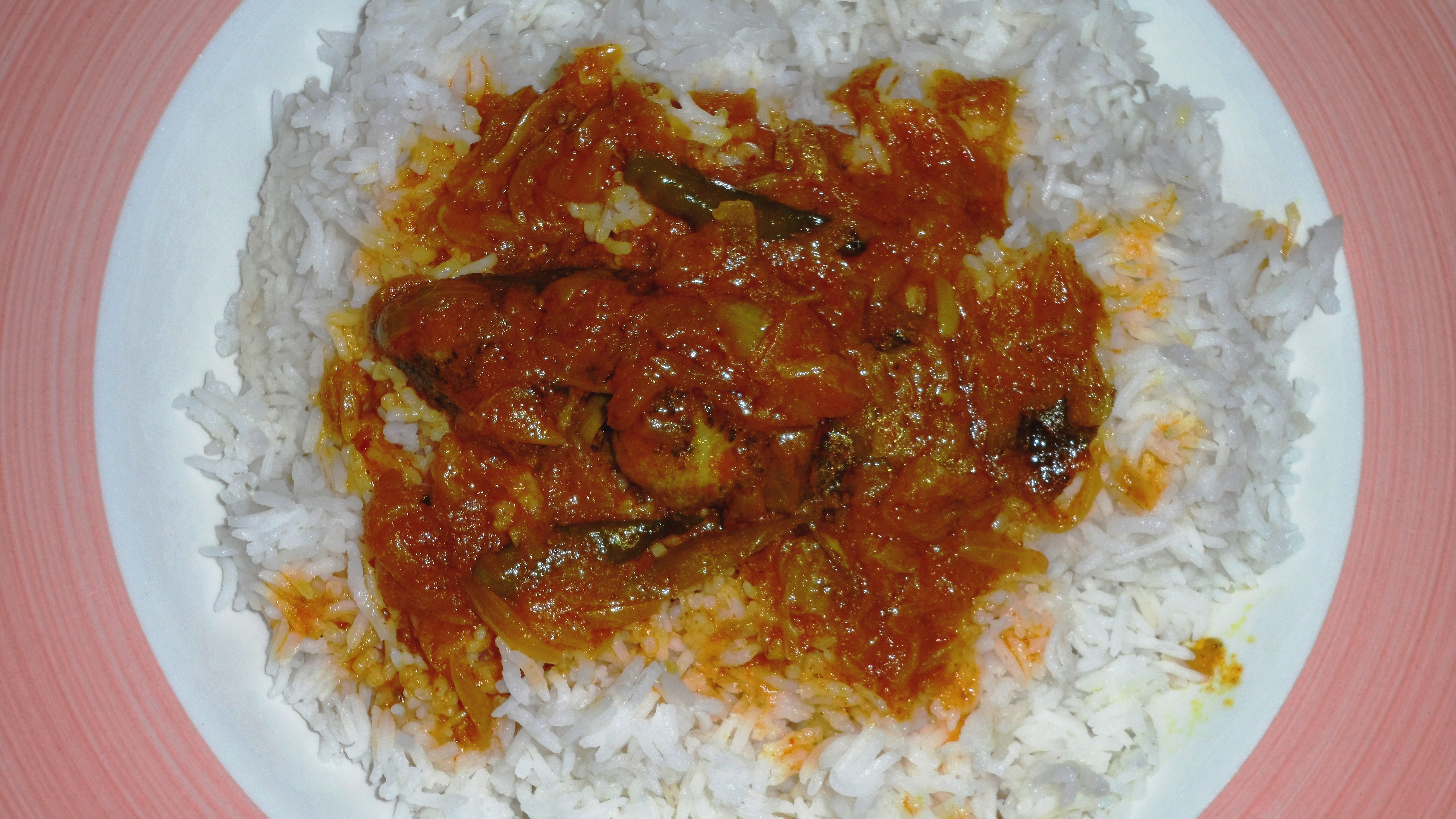
Prêtes à déguster en curry avec du riz.

## Étymologie
Son nom spécifique, testudineus, « qui ressemble à une tortue », fait référence à la partie supérieure de son crâne qui est très dure et solide comme celle d'une tortue.